# ふれあい案内
ふれあい案内（ふれあいあんない）とは、NTT東日本およびNTT西日本が行っている福祉サービスの一つ。各種障害者手帳を取得している障害者の一部に対し、電話番号案内を無料とするサービスである。電話帳を利用することが困難な人向けとされている。

## 対象者
NTT東日本・NTT西日本で共通。
2020年10月1日から、聴覚、音声、言語、そしゃく機能に障害がある人も利用可能となった。
- 身体障害者手帳を持っている人のうち
  - 視覚障害：1 - 6級
  - 肢体不自由：各1、2級
    - 体幹
    - 上肢
    - 乳幼児期以前の非進行性の脳病変による運動機能障害

  - 聴覚障害：2 - 4級、6級
  - 音声、言語、そしゃく機能の障害：3級、4級
- 戦傷病者手帳を持っている人のうち
  - 視力障害：特別項症 - 第6項症
  - 上肢障害：特別項症 - 第2項症
  - 聴覚障害：第2項症、第4項症
  - 音声、言語、そしゃく機能の障害：第1項症、第2項症、第4項症
- 知的障害者用の療育手帳[2]を持っている人。
- 精神障害者保健福祉手帳を持っている人。

## KDDI
KDDIのケーブルプラス電話・メタルプラス電話・ADSL one電話サービスでも利用可能。申し込みが必要だが、以前の回線で利用していて、番号ポータビリティを利用する場合、そのまま利用可能。

## 共通事項
加入電話における電話加入権の名義は、障害者手帳を取得している本人でなくても良い。公衆電話でも利用可能である。
利用前に書類申請が必要である。申込後、電話または郵便で連絡があった後に利用が可能となる。
利用の際には、オペレーターに対して最初に「ふれあい案内をお願いします」と申し出て、登録した電話番号と4桁の登録暗証番号を申し出る必要がある。
※NTTドコモやウィルコム等の携帯電話で104の無料案内を利用することが可能だが、加入電話と同様、登録電話番号と、暗証番号の申告が必要である。